# Riu Hotels
Riu Hotels & Resorts és una cadena hotelera mallorquina, fundada per Joan Riu Masmitjà i el seu fill Lluís Riu Bertran en 1953 i que pertany en un 50% al grup turístic alemany TUI. Els hotels i resorts de Riu es troben en zones de sol i/o platja, amb instal·lacions destinades a l'oci i vacances.

## Presència al món
- 109 hotels a 20 països

| Europa             | Amèrica              | Àfrica   |
| ------------------ | -------------------- | -------- |
| Bulgària           | Aruba                | Cap Verd |
| Alemanya           | Bahames              | Marroc   |
| Portugal (Madeira) | Costa Rica           | Tunísia  |
| Espanya            | Cuba                 |          |
| Turquia            | República Dominicana |          |
| Malta              | Jamaica              |          |
| Xipre              | Mèxic                |          |
| Croàcia            | Panamà               |          |
|                    | Estats Units (Miami) |          |

- 74 781 llits

## Història
L'empresa va néixer en 1953 amb un petit hotel a Palma, comptant en l'actualitat amb més de 100 hotels. Després de la seva expansió a Canàries, Riu Hotels va començar en els anys 90 la seva internacionalització com a cadena amb la inauguració de l'hotel Río Taíno a Punta Cana. A partir d'aquesta illa, les platges de la qual es troben entre les més belles del món, la cadena s'ha expandit en Florida, Mèxic, Tunísia, Bulgària, Jamaica, Aruba, Cap Verd, Bahames, Portugal, Costa Rica, Panamà, Espanya, EUA, el Marroc i Turquia.
En el context d'aquesta internacionalització, la família RIU, propietària de la cadena, va constituir en 1993 una societat amb el seu tradicional soci alemany, TUI (Touristik Union International), el major tour operador d'Europa.

## Cronologia
- 1953 Joan Riu i el seu fill Lluís Riu Bertran compren l'hotel San Francisco a Palma.
- 1962 Acord de col·laboració amb l'operador turístic Dr. Tigges, que pertanyia a TUI des de 1968
- 1963 Construcció de nous hotels a Platja de Palma.
- 1976 Fundació de l'empresa Riu Hotels S.A. amb el seu tradicional soci l'operador turístic TUI.
- 1988 Expansió nacional.
- 1991 Expansió internacional.
- 1996 Adquisició de la cadena hotelera Belhaven
- 1998 Lluís Riu moria a l'edat de 65 anys. Els seus fills Carmen Riu Güell i Luis Riu Güell són els successors.
- 1999 Els hotels de la cadena Iberotel a Bulgària, Xipre, Marroc i Tunis són integrats en la cadena Riu.